# كاميرون أوليفر
كاميرون أوليفر (11 يوليو 1996 بأوكلاند في الولايات المتحدة - ) (بالإنجليزية: Cameron Oliver)‏ هو لاعب كرة سلة أمريكي في مركز هجوم صغير الجسم. لعب مع بورتلاند ترايل بلايزرز.

## وصلات خارجية
- كاميرون أوليفر على موقع إن بي أي (الإنجليزية)
- كاميرون أوليفر على موقع سبورتس رفرنس (الإنجليزية)
- كاميرون أوليفر على موقع الدوري الإسباني لكرة السلة (الإسبانية)
- كاميرون أوليفر على موقع كرة السلة الأوروبية.كوم (الإنجليزية)
- كاميرون أوليفر على موقع كلية كرة السلة في سبورتس رفرنس.كوم (الإنجليزية)
- كاميرون أوليفر على موقع ريلجم (الإنجليزية)
- كاميرون أوليفر على موقع بروبوليرز (الإنجليزية)
- كاميرون أوليفر على موقع سبورتس رفرنس (الإنجليزية)
- كاميرون أوليفر على موقع سبورتس رفرنس (الإنجليزية)